# Aleksandar Petaković
Aleksandar Petaković (en serbio: Александар Петаковић; Belgrado, Reino de Yugoslavia; 6 de febrero de 1930-Kraljevo, Serbia; 12 de abril de 2011) fue un futbolista y entrenador serbio que jugaba en la posición de delantero.

## Carrera

### Club
Inició su carrera en el FK Radnicki de Belgrado en 1947 donde estuvo en 79 partidos y anotó 49 goles hasta 1957 cuando pasa a jugar al OFK Belgrado en donde anotó 36 goles en 74 partidos. En 1961 viaja a Francia para jugar con el Lille OSC anotando 11 goles en 28 partidos. En 1962 ficha con el Standard Lieja de Bélgica donde solo juega tres partidos y anota un gol en una sola temporada. En 1963 pasa al Fortuna '54 de Países Bajos en el que anota 13 goles en 50 partidos hasta su retiro en 1965.

### Selección nacional
Jugó para Yugoslavia de 1954 a 1959 anotando ocho goles en 19 partidos, formando parte de las selecciones que jugaron los mundiales de Suiza 1954 y Suecia 1958.

### Entrenador
Estuvo vagando por varios equipos en su primer año como entrenador hasta que en 1967 pasa a dirigir al FK Vefa de Turquía por una temporada. En 1968 pasa a dirigir al İzmirspor. En 1980 es entrenador del Stade Gabesien de Túnez con quien se retira un año después.